# Kõinastu laid
L'ilot de Kõinastu (en estonien : Kõinastu laid, en suédois : Drotzenholm) est un ilot du golfe de Riga appartenant à la commune de Orissaare en Estonie.

## Description
Kõinastu est évoqué pour la première fois au Moyen Âge sous le nom Drotzenholm. Au début du XVIe siècle, il y a deux fermes de l'île, et plus tard, un petit village. En 1834, 73 habitants sont enregistrés. En 1965, les derniers habitants permanents quittent Kõinastu, qui n’abrite plus que quelques résidences d'été. Kõinastu sert surtout de pâturage pour les moutons.
Au nord de l'île il y a un phare ( Kõinastu tulepaak ).